# A Song of Ice and Fire
A song of ice and fire (på dansk En sang om is og ild) er en fantasyromanserie skrevet af den amerikanske forfatter George R.R. Martin.
George R.R. Martin begyndte at skrive den første bog i serien, A Game of Thrones (på dansk Kampen om tronen) i 1991. Serien var først ment som en trilogi, men George R.R. Martin udvidede historien til en serie på syv, hvor de to sidste stadig ikke er skrevet. I 2010 begyndte man på tv-filmatiseringen af serien, første sæson havde premiere i USA den 17. april 2011, og den 4. maj 2011 i Danmark.

## Handling
Historien foregår i en fiktiv verden, hvor årstiderne kan vare flere år og ende pludseligt og uforudsigeligt. Næsten tre århundreder før begivenhederne i den første bog, blev Westeros syv kongeriger (med undtagelse af Dorne) forenet under Targaryen-dynastiet af Aegon I og hans søstre Visenys og Rhaenys. Aegon blev den første konge over kontinentet Westeros, og hans slægt har sidenhen regeret. I begyndelsen af Kampen om tronen, er femten fredfyldte somre passeret siden oprøret, ledet af Robert Baratheon, afsatte og dræbte den sidste Targaryen-konge, Aerys II, og gjorde Robert Baratheon til ny konge.
Hovedhistorien skildrer kampen om Jerntronen og magten i Westeros mellem de store adelige huse efter kong Roberts død i Kampen om tronen. Gennem Roberts enkekone, Cersei Lannisters rænkespil gøres Roberts arving, Joffrey, til ny konge. Dette sker på trods af Kong Roberts ønske om at lade "Kongens Hånd" (hans chefrådgiver), Eddard "Ned" Stark, fungere som midlertidig "Beskytter af Riget". Da Eddard samtidig opdager, at Joffrey og hans søskende i virkeligheden er født ved incest mellem Cersei og hendes tvillingebror Jaime Lannister, henrettes han for forræderi. Som modsvar gør begge Roberts brødre, Stannis og Renly Baratheon, krav på tronen.

## Inspiration fra virkeligheden
George R.R. Martin har blandt andet fortalt, at krigen mellem Westeros kongeriger er inspireret af Rosekrigene, som foregik fra 1455-1485 mellem husene York og Lancaster, og Hundredårskrigen fra 1337 til 1453 mellem England og Frankrig.
Ifølge historikeren Michael Brown fra University of St Andrews har det blodige bryllup, som blev filmatiseret i afsnittet The Rains of Castamere i seriens tredje sæson, visse sammenligninger med Den sorte middag hos Jakob 2. af Skotland i 1440, og at der ifølge Brown, er lignende episoder i det middelalderlige Skandinavien. Martin har ligeledes nævnt Glencoemassakren, begået den 13. februar 1692 af hertugen af Argylls mænd mod medlemmer af MacDonald-klanen, som inspiration.